# Татарський Умис
Тата́рський Уми́с (рос. Татарский Умыс, ерз. Печкасонь Умыс) — село у складі Кочкуровського району Мордовії, Росія. Входить до складу Качелайського сільського поселення.

## Населення
Населення — 306 осіб (2010; 420 у 2002).
Національний склад (станом на 2002 рік):
- татари — 99 %